# روبن سواگ
روبن سواک (به ارمنی: ‎Ռուբեն Սևակ) ‏ (۱۵ فوریه ۱۸۸۵ – ۲۶ اوت ۱۹۱۵) از شاعران نامی کشور ارمنستان بود.

## زندگی
روبن هُوْهانِسی چیلینگیریان متخلّص به «روبن سواگ» در ۱۵ فوریه ۱۸۸۵ در آبادی «سیلیوری» واقع در نزدیکی کنستانتینوپول (استانبول فعلی) متولد شد. پس از گذراندن دوران ابتدائی، در آموزشگاه آمریکایی «پارتیزاک» به تحصیل پرداخت. در سال ۱۹۰۱ میلادی به کنستانتینوپول مهاجرت کرد و وارد مدرسه بربریان شد. در سال ۱۹۰۵ میلادی پس از پایان دوره آموزشگاه، در رشته پزشکی دانشگاه لوزان پذیرفته شد.
سواگ در دانشگاه لوزان با آثار ولتر، ژان-ژاک روسو، لکنت دولیل، پل ورلن، هاینریش هاینه و لئو تولستوی آشنا شد و افکار آنها در پرروش دیدگاه وی تأثیر فراوانی نهاد. در سال ۱۹۱۰ مجموعه شعر سواگ با نام «کتاب سرخ» به چاپ رسید. از دیگر آثار سواگ، «کابوس»، «آخرین ارمنی‌ها»، «کتاب عشق» است. نوشته‌های منثور سواگ در مجموعه‌ای با عنوان «صفحات پراکنده‌ای از کتاب پزشکی» انتشار یافته‌است.
روبن سواگ در سال ۱۹۱۱ میلادی از دانشگاه لوزان در رشته پزشکی فارغ‌التحصیل شد و مدتی در یکی از بیمارستان‌های شهر طبابت کرد. در سال ۱۹۱۴ میلادی با خانواده اش به کنستانتینوپول بازگشت و به عنوان پزشک متخصص به کار پرداخت و به موازات کار پزشکی، فعالانه در جنبش ادبی ارمنستان غربی، دوشادوش سیامانتو، دانیل واروژان و دیگران، تلاش کرد. روبن نیز در جریان نسل‌کشی ارمنی‌ها در سال ۱۹۱۵ میلادی در ارمنستان غربی به دست ترکان عثمانی به مانند دانیل واروژان و سیامانتو جان خود را از دست داد.
دیوان پرآوازه او (منظومه) «زنگبرج خاموش نشدنی» نام دارد که از سوی گئورگ نوباریان به زبان پارسی ترجمه شده‌است.

## افکار و سبک شعری روبن سواک

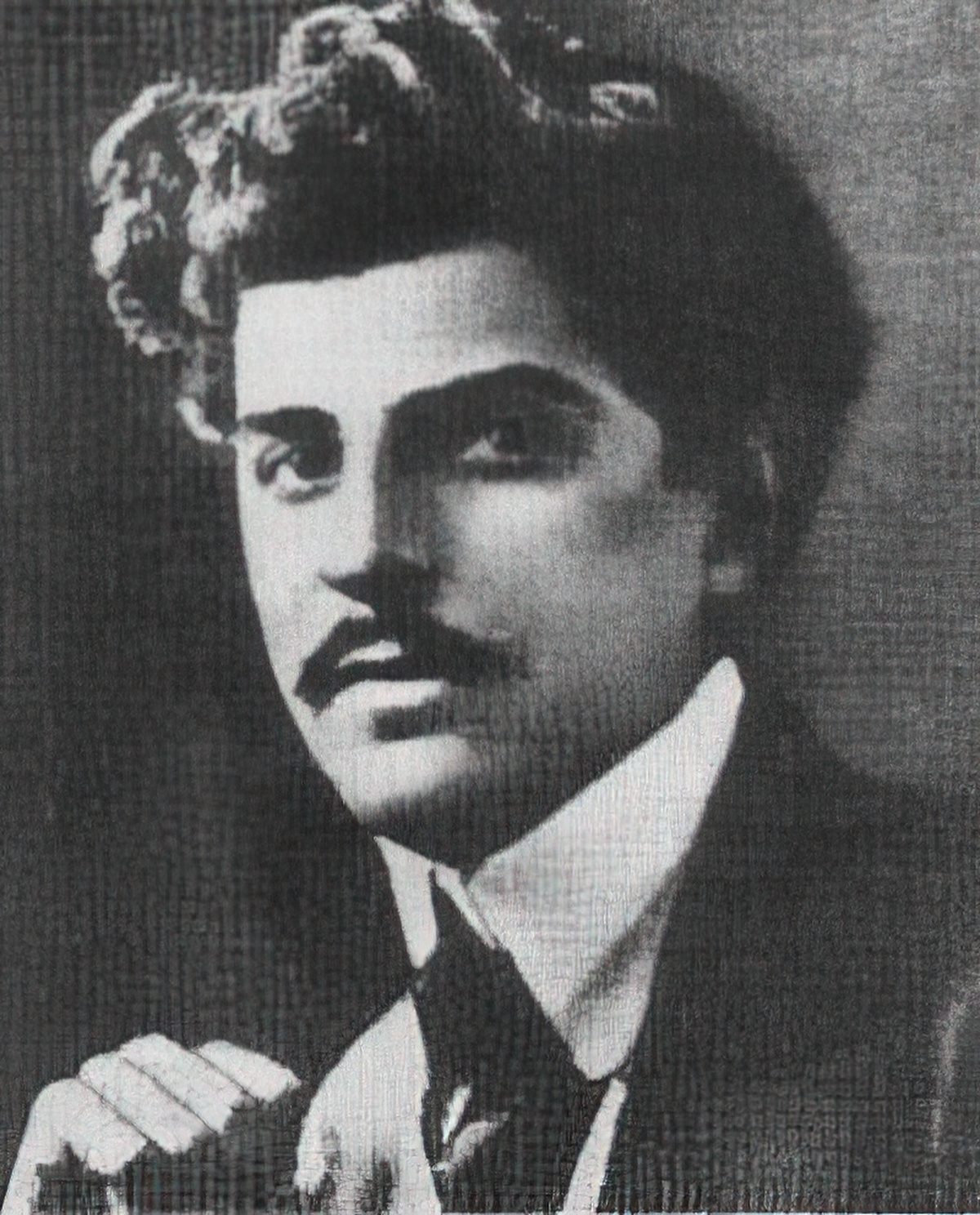

روبن سواک، شاعری است جامعه گرا که در شعرها و داستان‌هایش، رنج‌ها و محرومیت‌های انسان‌های ستمدیده و غارت شده را با تصاویر و بیانی زنده و انسان‌دوستانه، با خواننده در میان می‌گذرد و علیه بی عدالتی‌ها و نابرابری‌های اجتماعی به ستیز برمی‌خیزد.
سواک که به خاطر تخصص پزشکی اش با درد جسمی و رنج روانی انسان نیز به خوبی آشنا بود، در شعرها و نوشته‌هایش به هنگام تصویر درد و رنج انسانی، به چنان اوج هنری دست می‌یازد که شاید کمتر هنرمندی بتواند مانند او دقایق درد جسمانی و رنج روانی انسان را به کمک واژه‌ها به خواننده انتقال دهد.

## شعری از روبن سواک به نام «گل‌های بوسه و قلب و زخم»
| در شبی زیبا که جان را می‌کند از شورها سرشار |  | به گلی آبی                              |
| رسته در میان گندمزار بوسه‌ای دادم           |  | بوسه‌ای گرم و برآمده از جان              |
| ای شمائی که می‌گذرید، آن را چیدید آیا؟      |  | جان من ملول بود و آسمانم غمناک          |
| لیک عطر دلپذیر گل‌ها می‌گسترد                |  | قلب خود را به ژرفنای گلی سرخ پنهان کردم |
| ای شمائی که می‌گذرید، آن را برخواهید چید؟   |  | کنار خاری گزان و تشنه و اندوهناک        |
| که ویرانگری اش مرا سوی او کشاند            |  | زخم‌های جانسوزم را نهادم بر جا           |
| ای شمائی که می‌گذرید                        |  | هشدار! برمی‌چینید آن‌ها را                |

## شعری از روبن سواک به نام «ارمنستان»
| کیست که اینچنین بر آستانه آشیانه من می‌گرید؟ |  | - غریب است خواهر! در را بگشا!    |
| اسکلتی می‌گذرد در بیرون گریان…               |  | - قحطی است، در را بگشا!          |
| تبر است که در آشیانه‌ام را پاره‌پاره می‌کند؟   |  | - قتل‌عام و کشتار است در را بگشا! |